# Jules-Jean Puech
Jules-Jean Puech, né le 22 avril 1873 à Périgueux (Dordogne) et mort le 6 mars 1932 à Cambo (Pyrénées Atlantiques), est un industriel français, maître de forges.

## Biographie
Il est le fils de Jean Pierre Puech (1840-1903), treillageur au chemin de fer, chef de chantier aux usines métallurgiques de Fumel, et de Jeanne Marie Julie Treilhou (1846-1893).
Après des études d'ingénieur (Arts et métiers - Aix 1889-1892), il commence une carrière dans l'industrie métallurgique.
De 1895 à 1897, il est ingénieur chef de fabrication aux forges de Claivaux (Aube). Puis il passe aux Hauts Fourneaux et Fonderies Chatel et Mathieu à BBayard (Haute-Marne). Il y est ingénieur directeur de 1897 à 1902.
Il développe les fonderies de Senelle Maubeuge à Maubeuge-sous-le-Bois (Nord) de 1902 à 1911.   

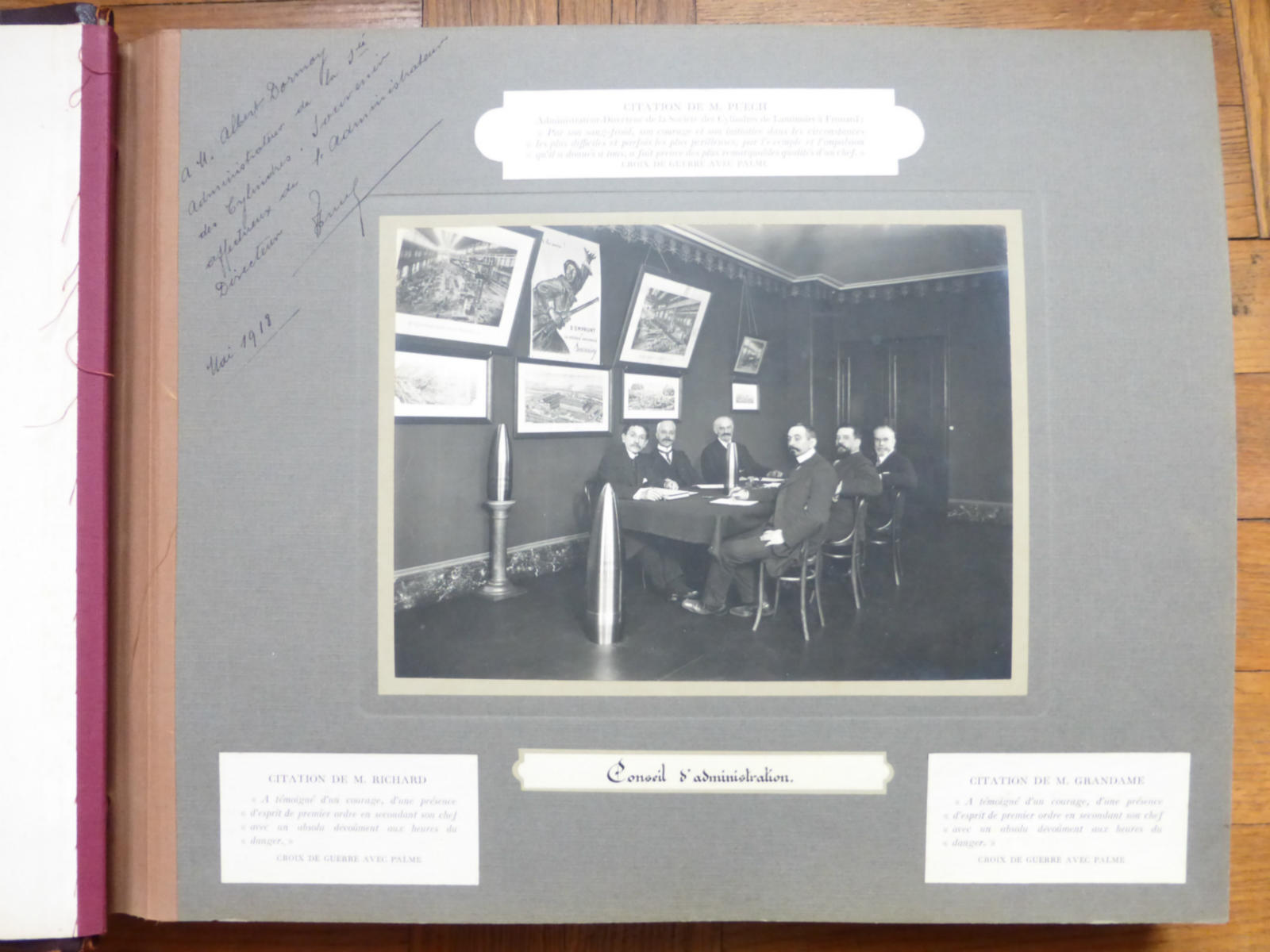
Conseil d'administration de La SACLA en 1918.

En 1911, il fonde la Société pour la fabrication de cylindres de laminoirs, à Frouard (Meurthe-et-Moselle), la SACLA.
En 1913, La Sacla s'associe avec Chatillon-Commentry, Pont à Vendin, Micheville, de Wendel et Delattre pour la création des Hauts Fourneaux de Rouen au capital de 5 millions d'actions et 5 millions d'obligations qui fournira 70 000 tonnes de fontes fines et de spiegels nécessaires à la consommation des sociétés créatrices. 
En 1918, la SACLA absorbe les établissements J. Munier et Cie, Frouard et les Forges et Fonderies de Sougland (Aisne) et Pas-Bayard (Aisne), sous une nouvelle dénomination : Société pour la Construction de Cylindres, Laminoirs et Aciéries.
La même année, la SACLA fonde, avec la Compagnie des forges et aciéries de la marine et d'Homécourt, les Hauts fourneaux et fonderies de Pont-à-Mousson, les aciéries de Micheville, Capitain Geny et Cie et les fonderies de Bayard, la Compagnie de Construction Mécanique (procédés Sulzer). Jules-Jean Puech en est administrateur.
En 1919, la compagnie fusionne avec les Établissements Delattre et Cie de Ferrière-la-Grande (Nord), et prend le nom d'Établissements Delattre et Frouard réunis ; Jules-Jean Puech en devient l'administrateur directeur général jusqu'à son décès en 1932. La société exploite huit usines, à Frouard, Nancy, Longwy (Meurthe-et-Moselle), Dammarie les Lys (Seine-et-Marne), Sougland, Pas-Bayard (Aisne), Ferriere-la-Grande (Nord) et Bouzonville (Moselle). En 1921 les huit usines emploient 4 500 personnes.
Le 2 septembre 1919, la Société Générale pour le commerce de produits industriels est créée à Luxembourg sous le nom de SOGECO ; Jules Jean Puech est élu président du conseil d'administration, dont font partie Nicolas Hoffmann-Bettendorf, industriel à Bruxelles, le baron de Jacquinot, industriel à Bettembourg, Léon Laval-Tudor, ingénieur à Luxembourg, Edmond Muller-Tesch, industriel à Esch. La société commercialise en 1925 les produits métallurgiques de la société lorraine des aciéries de Rombas et de la société des aciéries de Dilling en Sarre.        
En parallèle, Puech fonde en 1919 à Bar-sur-Aube la Compagnie de construction de forets américains et petit outillage, qui prendra le nom de Société de fabrication de forets PERFOR, la société reste dans la famille Puech jusqu'en 1987, date de sa vente à la société Tivoly.
En 1927, Jules Puech crée la société "L'AGRO" qui fabrique et commercialise le tracteur agricole "L'avant-train Agro"
Jules Jean Puech est également présent dans les conseils d'administration de plusieurs sociétés : 
président du conseil d’administration de la Société des Matériels d'imprimerie et Machines Outils (MIMO) en 1919 ; administrateur de la Société de Briqueterie et tuilerie d'Origny en Thierache en 1923. Administrateur des mines domaniales de la Sarre, Jules Puech préside également le Groupement économique des Français ayant des capitaux en Sarre, créé par Théodore Laurent. Administrateur des ateliers de construction de Liliers, des établissement F Labesse, des ateliers Neyret-Belier et Picard-Pictet, membre du dureau de la socité industrielle de l'est, membre correspondant de l'academie d'agriculture.

## Honneurs et distinctions
- Croix de guerre 1914-1918 avec palme en tant qu'administrateur-directeur de la société des cylindres à laminoirs à Frouard. Citation : « pour son sang froid, son courage, son initiative dans les circonstances les plus difficiles et parfois les plus périlleuses, par l'exemple et l'impulsion qu'il a donné à tous, a fait preuve des plus remarquables qualités d'un chef ».

- Officier de la Légion d'honneur[3].

- Commandeur de l'Ordre du Lion blanc de Tchécoslovaquie.

- Membre correspondant de l'Académie d'agriculture de France.